# Parni Valjak
Parni Valjak (translittération française : Parni Valiak ; traduction : Rouleau compresseur à vapeur) est un groupe de musique rock croate, populaire dans l'ancienne Yougoslavie.

## Présentation et évolution
Le groupe Parni Valjak fut formé en 1975 à Zagreb (Croatie). 

## Discographie

### Singles
1. Parni valjak" / "Šizofrenik", Alta/PGP RTB, 1976.
2. Tako prođe tko ne pazi kad ga Parni valjak zgazi/Dok si mlad, PGP RTB, 1976.
3. Ljubavni jadi jednog Parnog valjka/Teško je biti sam, PGP RTB, 1976.
4. Prevela me mala/O šumama, rijekama i pticama, PGP RTB, 1976.
5. Oću da se ženim/Ljeto, Jugoton, 1977.
6. Lutka za bal/Crni dani, Jugoton, 1977.
7. Od motela do motela/Predstavi je kraj, CBS/Suzy, 1978.
8. Stranica dnevnika/Ulične tuče, Jugoton, 1979.
9. Ugasi me/Ugasi me(instrumental), Jugoton, 1985.
10. Kekec je slobodan, red je na nas (single) – 1992
11. Kaži ja!/Sai Baba blues/Kaži ja! (Nu Zagreb Pepsi), Croatia Records, 1997.
12. Mir na jastuku, Croatia Records, 2000.
13. Srcekrad, Croatia Records, 2000.
14. Ugasi me (uživo), Croatia Records, 2001.
15. Tko nam brani/Dok si pored mene (single) – 2002
16. Nakon svih godina, Croatia Records, 2009.
17. To sam stvarno ja, Croatia Records, 2009.
18. Stvarno nestvarno, 2010.

### Albums (studio)
1. Dođite na show! – 1976
2. Glavom kroz zid – 1977
3. Gradske priče – 1979
4. City kids - Steam Roller – 1980
5. Vruće igre – 1980
6. Vrijeme je na našoj strani – 1981
7. Glavnom ulicom – 1983
8. Uhvati ritam – 1984
9. Pokreni se! – 1985
10. Anđeli se dosađuju? – 1987
11. Sjaj u očima – 1988
12. Lovci snova – 1990
13. Buđenje – 1993
14. Samo snovi teku uzvodno – 1997
15. Zastave – 2000
16. Pretežno sunčano? – 2004
17. Stvarno nestvarno - 2011
18. Nema predaje - 2013
19. Vrijeme - 2018

### Albums (live)
1. Koncert (LIVE) – 1982
2. E = mc2 (LIVE) – 1985
3. Svih 15 godina - LIVE... – 1990
4. Bez struje - LIVE in ZeKaeM – 1995
5. Kao nekada - LIVE at S.C. – 2001

### Compilations
1. Parni valjak (compilation) – 1985
2. Pusti nek' traje - Vol.1 – 1992
3. Balade – 1998
4. 25 godina - 2000
5. Koncentrat 1977 - 1983 – 2005
6. Koncentrat 1984 -2005 – 2005
7. The Ultimate Collection – 2009
8. Najljepše ljubavne pjesme – 2010
9. The best of – 2010

### Vidéos
1. Koncert; 1988
2. 25 godina; 2001
3. Bez struje - LIVE in ZekaeM (DVD+CD) – 2005